# باس لنسدورپ
باس لنسدورپ (انگلیسی: Bas Lansdorp؛ زادهٔ ۵ مارس ۱۹۷۷) یک کارآفرین اهل هلند است. او مدیر عامل و از بانیان پروژه مارس وان است.